# Брент Уийкс
Брент Уийкс (на английски: Brent Weeks) е американски писател на бестселъри в жанра фентъзи.

## Биография и творчество
Брент Уийкс е роден на 7 март 1977 г. в Монтана, САЩ. Чете много и от 13-годишна възраст мечтае да бъде писател. Завършва колежа „Хилсдейл“ в Мичиган с бакалавърска степен по английска филология. След дипломирането си работи като барман и после като учител. Първоначално пише в свободното си време, а след като се жени, с подкрепата на съпругата си Синтия, се посвещава на писателската си кариера.
През 2008 г. е издаден първият му фентъзи роман „The Way of Shadows“ (Пътят на сенките) от поредицата „Ангел на нощта“. За него вдъхновение му дава съпругата му, която има магистърска степен за работа с деца жерва на насилие. Книгата става бестселър и го прави известен.
През 2010 г. е издаден романът му „Черната призма“ от емблематичната му фентъзи поредица „Светлоносеца“.
Брент Уийкс живее със семейството си в Медфорд, Орегон.

## Произведения

### Серия „Ангел на нощта“ (Night Angel)
- Perfect Shadow (2011)

1. The Way of Shadows (2008)
2. Shadow's Edge (2008)
3. Beyond the Shadows (2008)

#### Графични романи
1. The Way of Shadows: The Graphic Novel (2014)

### Серия „Светлоносеца“ (Lightbringer)
1. The Black Prism (2010)
Черната призма, изд.: ИК „Бард“, София (2014), прев. Иван Иванов
2. The Blinding Knife (2012)
Заслепяващият нож, изд.: ИК „Бард“, София (2014), прев. Валерий Русинов
3. The Broken Eye (2014)
Разбитото око, изд.: ИК „Бард“, София (2015), прев. Владимир Зарков
4. The Blood Mirror (2016)
5. The Burning White (2019)